# Washington Allston
Washington Allston (n. 5 noiembrie 1779, Charleston, Carolina de Sud, SUA – d. 9 iulie 1843, Cambridge, Massachusetts, SUA) a fost un pictor și poet american. Absolvește cursurile Academiei de Artă din Londra, făcând, între timp, o mai lungă călătorie de studii la Roma, iar în 1818 se întoarce în America. Primele sale lucrări sunt peisaje italienizante, în maniera lui Claude Lorrain; cu timpul, vederile sale tot mai romantice îl transformă într‑un fervent admirator al operei lui Fuseli (Füssli) și Turner, pentru ca, până la urmă, să fie atras de hiper-romantismul melodramatic al pictorului englez John Martin (1789-1854). El este primul peisagist american important, determinant pentru apariția mișcării denumite „Hudson River School“, fiind totodată cel ce pregătește terenul pentru receptarea - de către pictorii și amatorii de artă din S.U.A. - a curentelor artistice europene din secolul al XIX‑lea. Pe lângă peisaje, creația sa mai cuprinde compoziții istorice, scene de gen și portrete (de ex. Coleridge, Londra, National Portrait Gallery). Alte lucrări importante: Furtună pe mare, Peisaj în lumina lunii, Benjamin West (portret).